# Гришман, Евгений Георгиевич
Евгений Георгиевич Гришман (бел. Яўген Георгіевіч Грышман; 28 января 1937, Минск — 22 декабря 1970, там же) — белорусский советский композитор, аранжировщик, эстрадный музыкант (джазовый флейтист), дирижёр. Автор песен и музыки к кинофильмам.
В 1960-х сотрудничал с Виктором Вуячичем, играл в ансамбле «Тоника» (Минск). Именно с его «Трубачами» на Всесоюзном конкурсе артистов эстрады ярко заявили о себе впервые «Песняры» (Гришман был автором не только музыки, но и текста). Работал также в кино. Умер в декабре 1970 года от онкологического заболевания. Похоронен на Восточном кладбище Минска.

## Фильмография
- «Спеши строить дом» (1970)
- «Берег принцессы Люськи» (1969)
- «Хатынь, 5 км» (1968)
- «Кряжёнок» (1968)
- «Герои не опаздывают» (1968)
- «Десятая доля пути» (1968)